# Koos Andriessen
Pour les articles homonymes, voir Andriessen (homonymie).
Jacobus Eye « Koos » Andriessen, né le 25 juillet 1928 à Rotterdam et mort le 22 janvier 2019 à Wassenaar, est un homme politique néerlandais membre de l’Appel chrétien-démocrate (CDA).
Il a été ministre à trois reprises :
- en 1994, ministre des Transports et de l'Eau, par intérim ;
- de 1963 à 1965 et de 1989 à 1994, ministre de l’Économie.

## Publications
- Theorie van de Economische Politiek (Stenfert Kroese, Leiden 1962), un manuel sensé à propos de la politique économique avec des contributions d'experts Hollandais et Belges: entre autres J.E. Andriessen (ed.), Marcel van Meerhaeghe (ed.), Pieter Hennipman et H.W. Lambers.

## Distinctions
- Commandeur de l'ordre d'Orange-Nassau